# التوبة (حماة)
التوبة قرية سورية تتبع ناحية سلحب في منطقة السقيلبية في محافظة حماة. بلغ عدد سكانها 1045 نسمة في عام 2004 حسب إحصاء المكتب المركزي للإحصاء.

## وصلات خارجية
- الوحدات الإدارية في محافظة حماة